# Propsychopsis hageni
Propsychopsis hageni là một loài côn trùng trong họ Psychopsidae thuộc bộ Neuroptera. Loài này được MacLeod miêu tả năm 1971.